# 渡辺甚吉 (12代)

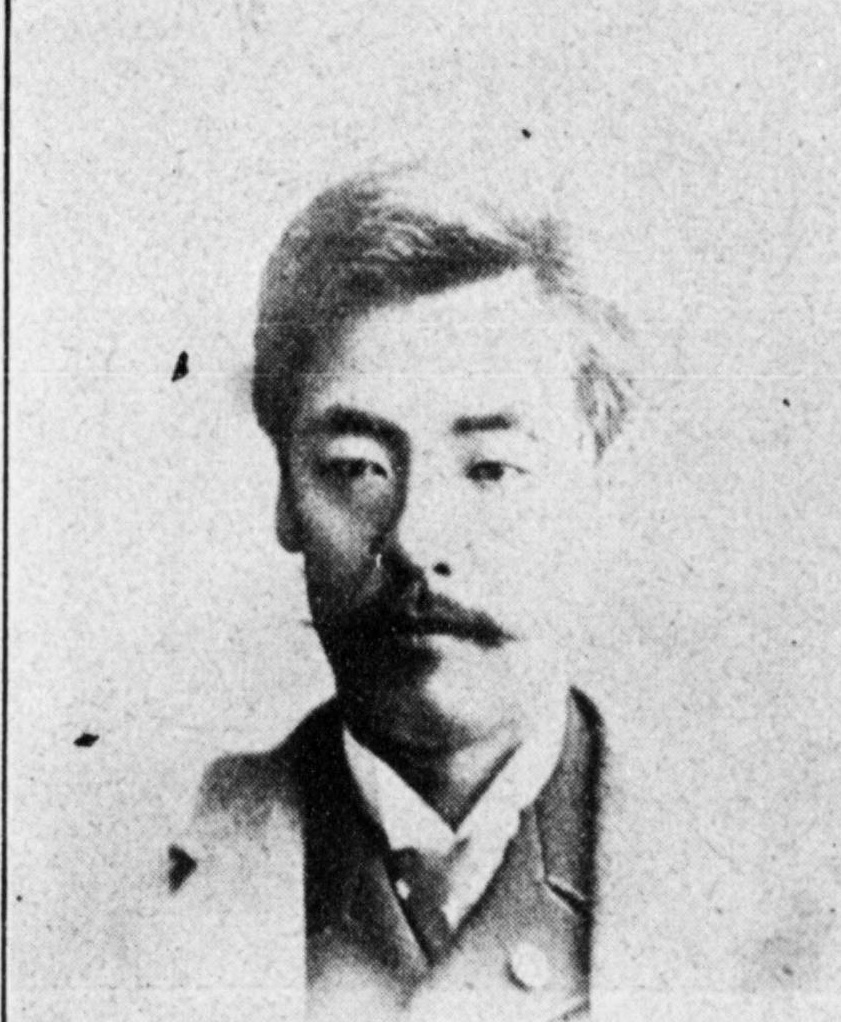
渡辺甚吉

12代 渡辺 甚吉（渡邊、わたなべ じんきち、1856年12月12日（安政3年11月15日） - 1925年（大正14年）11月10日）は、明治から大正時代の政治家。実業家。銀行家。衆議院議員。貴族院多額納税者議員。

## 経歴
渡辺浄意の長男として、岐阜城下松屋町（現岐阜市松屋町）に生まれる。生家は絹織物製造業を営む。大蔵省の銀行学講習所で学ぶ。
1877年（明治10年）第十六国立銀行（後の十六銀行）を創立し頭取に就任。1878年（明治11年）清に渡り帰朝後に廻瀾社を創立し対清貿易に従事した。1879年（明治12年）岐阜町会議員に当選し、同議長、連合町村会議員、水利土工会議員などを歴任した。
1882年（明治15年）商法会議所を設立し議長を務め、1887年（明治20年）に岐阜商工会と改称し会頭となる。1890年（明治23年）商業会議所の設立を主務省に申請し、翌年、岐阜商業会議所会頭に就任した。
この間、1889年（明治22年）岐阜市会議長、所得税調査委員、名古屋税務署管理局所轄所得税審査委員のほか名古屋電力監査役を務めた。
1890年（明治23年）には岐阜県多額納税者として貴族院議員に互選され、同年9月29日から1897年（明治30年）9月28日まで務めた。貴族院議員在任中は土木会委員、貨幣制度調査会委員を歴任した。
その後、北海道炭礦鉄道取締役、濃飛農工銀行取締役、岐阜貯蓄銀行頭取、十六銀行頭取を務めた。
1902年（明治35年）8月の第7回衆議院議員総選挙では岐阜市選挙区から出馬し当選。衆議院議員を1期務めた。

## 親族
- 長男：13代渡辺甚吉（岐阜貯蓄銀行頭取）[7]
- 孫：14代渡辺甚吉 - 13代の長男。実業家、貴族院多額納税者議員、参議院議員
- 孫：渡辺良吉 - 13代の二男。トランス・ワールド・インダストリー社長。妻・武子は福沢諭吉の曾孫。二男・正雄は岩崎忠雄の養子。
- 孫娘（13代の三女）の婿に明治屋社長・磯野計蔵
- 曾孫（14代の長女）の婿に竹本油脂常務・竹本福三郎（九代目竹本長三郎の三男）